# James Blair Steedman
James Blair Steedman (Sunbury, 29 luglio 1817 – Toledo, 18 ottobre 1883) è stato un generale, editore e stampatore statunitense.
Di professione iniziale stampatore, fu soldato durante la rivoluzione texana. In Ohio fu delegato dell'Assemblea Generale di stato e presidente delle opere pubbliche, pur non riuscendo ad essere eletto membro del Congresso degli Stati Uniti.
Col grado di colonnello dell'esercito statunitense, Steedman prese parte alla guerra civile americana ed in particolare alla battaglia di Philippi nella Virginia occidentale nel giugno del 1861. Assegnato sul teatro occidentale e promosso generale di brigata sotto il comando del maggiore generale Don Carlos Buell, Steedman fu in grado di salvare l'intera divisione nella quale prestava servizio durante la battaglia di Perryville (Kentucky). Nella disperata battaglia di Chickamauga (Tennessee), diede un notevole supporto al generale George Thomas, salvando ancora una volta le forze unioniste da sicura sconfitta. Si riunì con Thomas nella battaglia di Nashville (dicembre 1864) dove, pur perdendo molti uomini inizialmente, riuscì a raggiungere ancora una volta la vittoria.

## Biografia

### La famiglia e i primi anni
Steedman nacque nella contea di Northumberland, in Pennsylvania, nell'estate del 1817, figlio secondogenito di cinque. Non frequentò le scuole.

### Stampatore, soldato, avvocato e politico
Quando Steedman aveva quindici anni, entrambi i suoi genitori morirono e pertanto egli iniziò a lavorare come stampatore per il giornale Lewisburg Democrat di Lewisburg. Due anni dopo si spostò verso Louisville dove si portò a lavorare per il Louisville Journal, rimanendovi sino al 1835 quando decise di unirsi all'esercito repubblicano del Texas, guidato da Sam Houston.
Dopo aver combattuto nella rivoluzione texana, Steedman tornò in Pennsylvania, lavorando come supervisore dei lavori pubblici per poi trasferirsi in Ohio, presso la città di Napoleon nella contea di Henry e dedicarsi nuovamente all'arte della stamperia per il giornale Northwest Democrat dal 1838. Durante questo stesso periodo sposò Miranda Slides, ma nel contempo compartecipò ad imprese di riliveo come la costruzione delle prime sezioni del Wabash and Erie Canal e della Toledo, Wabash and Western Railway.
Steedman nel 1847 iniziò la propria carriera come politico, vincendo le elezioni all'Assemblea Generale dell'Ohio per ben due volte. Dal 1849 si interessò anche alla corsa all'oro in California, facendo fortuna nel campo ma per breve tempo. Nel 1850 tornò stabilmente nell'Ohio e venne nominato supervisore ai lavori pubblici dal 1852 al 1857. Sempre nel medesimo periodo iniziò il praticantato come avvocato a Toledo unicamente con la dote della dialettica. Steedman divenne quindi editore del North-Western Democrat and Toledo Times e nel contempo raggiunse il grado di maggiore generale della 5ª divisione della milizia di stato dell'Ohio nel 1857, mantenendo tale posizione sino allo scoppio della guerra civile americana nel 1861. Dal 1856 al 1860, lavorò come stampatore per il Congresso degli Stati Uniti.
Nel 1860, Steedman divenne membro della delegazione della Convention Nazionale dei Democratici che si riunì a Charleston e divenne uno dei più fervidi sostenitori di Stephen Douglas a Baltimora, Maryland. Sempre nel 1860, Steedman riuscì a fare campagna elettorale per venire eletto rappresentante del distretto di Toledo.

### Servizio durante la guerra civile

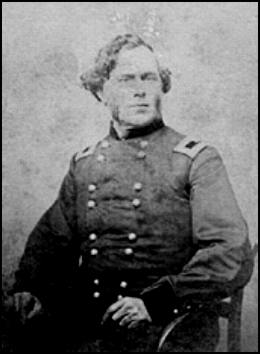
Steedman nelle vesti di generale di brigata

All'inizio della guerra civile americana nel 1861, Steedman scelse di seguire la causa dell'Unione e si iscrisse come volontario nell'United States Army. Raggiunto il grado di colonnello del 14º reggimento di fanteria dell'Ohio il 27 aprile 1861, rimase in carica sino al 13 agosto quando venne incluso nell'esercito vero e proprio con la qualifica di colonnello del 13º fanteria Ohio. Il 14 giugno aveva già combattuto nella battaglia di Philippi nella contea di Barbour, in Virginia.
Steedman ed il suo reggimento vennero quindi inviati sul teatro di guerra occidentale. Prese parte alla vittoria dell'Unione nella battaglia di Mill Springs pressò l'attuale Nancy nel gennaio del 1862. Il 14° Ohio prese inoltre parte all'assedio di Corinth tra la fine di aprile e l'inizio di giugno di quell'anno. Steedman venne promosso generale di brigata il 17 giugno 1862 ed ottenne il comando di una brigata di fanteria nell'armata dell'Ohio.
A seguito della vittoria dell'Unione nella battaglia di Shiloh nell'aprile del 1862, Steedman e la sua brigata vennero inviati assieme al maggiore generale Don Carlos Buell ed alla sua armata nel Kentucky in quell'autunno. Durante la battaglia di Perryville l'8 ottobre, la sua brigata venne rinforzata dalla divisione del generale di brigata Lovell Rousseau, salvando così la divisione dalla distruzione. Steedman ricevette una nota di merito da Buell nel suo rapporto ufficiale sulla battaglia.
Steedman e la sua brigata combatterono poi nella battaglia di Stones River nel dicembre del 1862 e nel gennaio del 1863, come parte della divisione del generale Speed Smith Fry dell'Armata del Cumberland, ora sotto il comando del generale William S. Rosecrans

#### Chickamauga

Attacchi a Chickamauga il 20 settembre 1863

Durante la battaglia di Chickamauga in Georgia nell'autunno del 1863, Steedman guidò l'avanguardia della riserva unionista del maggiore generale Gordon Granger in aiuto al maggiore generale George Henry Thomas ed alle sue truppe il 20 settembre. Dalla sua posizione a nord del campo di battaglia presso MacAfee's Church, Granger sentì i suoni della battaglia. Senza aver ricevuto ordini da Rosecrans, Granger inviò la divisione di Steedman in supporto a Thomas dal momento che il grosso dell'esercito era ormai passato a Chattanooga.
Steedman si mosse velocemente e giunse sul posto alle 14:30, giusto in tempo per bloccare il tenente generale confederato James Longstreet. Steedman si distinse per "cospicui atti di coraggio personale come ufficiale d'esercito nel corso della battaglia di Chickamauga e per aver impedito che la sconfitta di Rosecrans si tramutasse in un disastro per l'Unione". 
Secondo lo storico militare Ezra J. Warner "il suo eroismo fu virtualmente la salvezza delle forzse unioniste sul campo di battaglia" a Chickamauga.
Durante il combattimento, Steedman venne ferito ed il suo cavallo gli venne ucciso sotto la sella.
Sul finire del 1863, Steedman prese parte all'assedio di Chattanooga, oltre che alla terza battaglia di Chattanooga dal 23 al 25 novembre. Rimase in carico al comando delle forze unioniste di stanza a Chattanooga sino al maggiore del 1864, periodo durante il quale venne promosso maggiore generale il 20 aprile. Steedman prese parte a gran parte della campagna di Atlanta, e quindi comandò il distretto di Etowah nel Dipartimento del Cumberland dal 15 giugno al 29 novembre e nuovamente dal 5 gennaio 1865.

### Nashville

Attacchi a Nashville il 16 dicembre 1864

Steedman combatté nell'armata di Thomas durante la battaglia di Nashville del 15 e 16 dicembre 1864. A Nashville, Steedman guidò una divisione "provvisoria" composta da 11 reggimenti unionisti. Giunse nei pressi di Chattanooga via treno con 6000 uomini al suo seguito. Steedman fu l'unico dei sei comandanti d'esercito presenti a Nasvhille a non essersi diplomato dall'accademia di West Point.
Alcuni giorni prima della battaglia, Thomas trovò un telegramma indirizzato a Ulysses S. Grant, ora comandante di tutte le forze unioniste, scritto dal maggiore generale John Schofield, uno dei suoi subordinati. In esso, Schofield si lamentava della lentezza di Thomas nell'attaccare l'armata del Tennessee, cosa che Grant aveva a sua volta fatto presente più volte a Thomas.

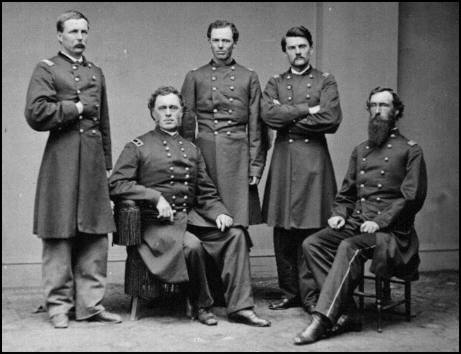
Steedman (seduto, a sinistra) col suo staff

Thomas ordinò a Steedman ed alle sue tre divisioni di compiere un attacco alle 6:00 del 15 dicembre, mantenendosi l'armata del Tennessee alla destra (coi corpi del maggiore generale Benjamin F. Cheatham) ed occupare l'area evitando ulteriori assali. L'ordine venne poi modificato in un attacco diretto, cosa che Steedman fece. Il 16 dicembre, Thomas ordinò un attacco al corpo del maggiore generale Thomas J. Wood (assieme agli uomini di Steedman) contro il fianco destro dell'armata del Tennessee, ora tenuta dal maggiore generale Stephen D. Lee e dai suoi uomini. A mezzogiorno ebbe inizio l'attacco, ma inizialmente non diede il successo sperato. Gli uomini di Steedman subirono pesanti perdite nel primo giorno di combattimento, incluso uno dei suoi reggimenti, il 13º fanteria, che perse in tutto 221 uomini. Quando il resto delle forze di Thomas alla fine riuscirono a rompere il fronte di Cheatham alle 16:00, Wood e Steedman ripresero il loro attacco e riuscirono a sovrastare il corpo d'armata del generale Lee.
Dopo la battaglia di Nashville, Steedman tornò ad Etowah sino a quando non ottenne il comando del dipartimento della Georgia, dal 27 giugno al 10 dicembre 1865. Rimase nell'esercito sino alla fine della guerra civile, licenziandosi il 18 giugno 1866.

### Dopo la guerra
Dopo essersi licenziato dall'esercito statunitense, Steedman tornò in Ohio nel 1866. Durante l'amministrazione del presidente Andrew Johnson, fu collettore delle tasse per New Orleans sino al 1869. Tornò a Toledo e divenne editore del giornale Northern Ohio Democrat, e nel 1870 venne eletto al senato dell'Ohio.
Nel maggio del 1883 venne nominato capo della polizia di Toledo, incarico che mantenne sino alla sua morte.

### Morte ed eredità

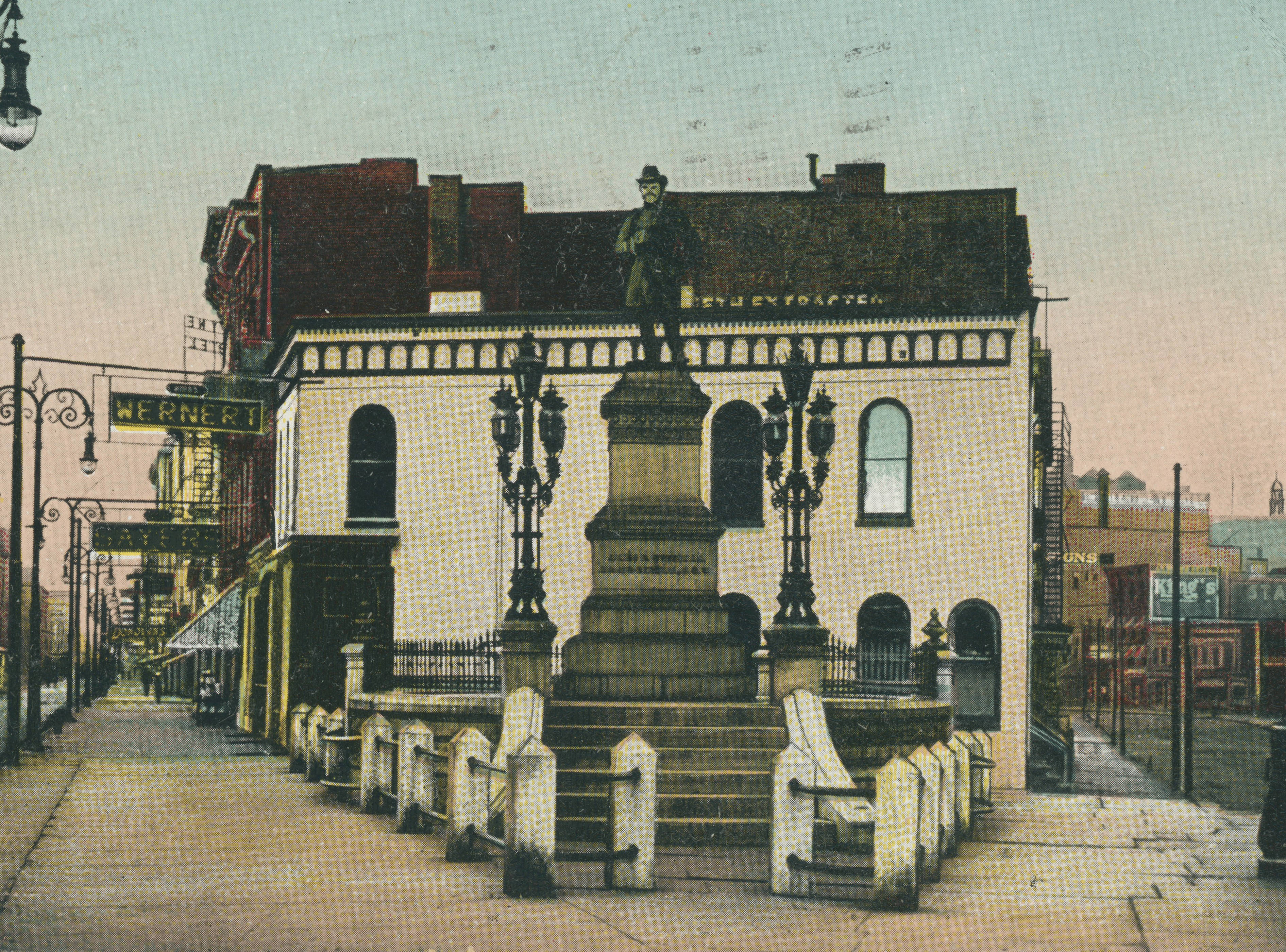
Monumento a James B. Steedman a Toledo, Ohio

Steedman morì a Toledo nel 1883, e venne sepolto nel locale Woodlawn Cemetery.
Un monumento commemorativo alla sua persona si trova oggi nel Jamie Farr Park di Toledo sulle rive del fiume Maumee.